# Acanthopriapulus
Acanthopriapulus is een geslacht in de taxonomische indeling van de peniswormen (Priapulida). Het geslacht werd in 1970 voor het eerst wetenschappelijk beschreven door Van der Land.

## Onderliggende soort
- Acanthopriapulus horridus